# Persicula phrygia
Persicula phrygia is een slakkensoort uit de familie van de Cystiscidae. De wetenschappelijke naam van de soort is voor het eerst geldig gepubliceerd in 1846 door Sowerby.